# Strzelba Benelli M1
Benelli M1 Super 90 jest strzelbą samopowtarzalną produkowaną przez przedsiębiorstwo Benelli Arms. Jest dostępna w wielu wersjach dla cywilów, policji oraz wojska. Posiada zastrzeżony przez Benelli system odrzutu, który pozwala na strzelanie samopowtarzalne; znany z niezawodności oraz łatwej konserwacji. Standardowy model jest zrobiony ze stopu aluminium; posiada magazynek rurowy oraz jest dostępny z tradycyjnym bądź pistoletowym chwytem. Posiada celownik przeziernikowy; dostępne są modele z latarkami oraz celownikami laserowymi.